# 松平忠隆 (丹波亀山藩庶子)
松平 忠隆（まつだいら ただたか）は、江戸時代中期の丹波国亀山藩主・松平忠昭の四男（庶子）。

## 略歴
藤井松平家支流の藤井松平家（松平伊賀守家）2代・松平忠昭の四男として江戸藩邸にて誕生した。幼名は石松。通称は勘助、多四郎、靭負など。生母は柘植氏。
家臣間の争いで、叔父にして義兄に当たる忠周への対抗に祭り上げられる。翌天和3年（1683年）5月、父・忠昭が死去する。石松を擁するのは、浅見杢之介を中心とする一派で、忠隆の祖父・忠晴の遺命に想定されていない事態ではあるが、忠昭の直系であることを全面的に主張する。しかし当時の石松は数え2歳、生後半年程度の乳飲み子であった。それに対し忠周は23歳、幼少時からの聡明さは周知の事実で、成長後の人品に不足の無い上に、忠晴の遺命があった。家督相続は叶わず、石松は部屋住みの生活を送った。ただ、これは家臣間の諍いに限ったことで、当人同士の関係は極めて良かったと伝わる。
しかし、擁立した浅見杢之介は後に処罰された。理由は、庶出の石松を嫡出であると出生を偽装していたのが、岩槻への転封後に発覚したことであった。もともと、先君・忠昭、先々君・忠晴へ取り入り、着々と地位を築いていた浅見は、対立する重臣を排斥するなど目に余る振る舞いを見せていたため、忠周の藩主就任後は減石させられていた。御家を騒がせたる罪により、浅見と偽装に加担した奥医師・太田松陸は入牢・獄死した。浅見の家族らには永年の暇を取らせたという。
元禄16年（1703年）12月に忠隆は、大和国生駒5,000石の旗本で又従兄に当たる藤井松平家の支族・松平信周の養嗣子に迎えられた。ところが健康面で優れず、生駒での家督相続者としての評価を次第に下げていった。宝永5年（1708年）4月、不縁となり生家の松平伊賀守家へ送り返された。
寛保3年（1743年）3月27日、死去。享年71。健康面を不安視されたにもかかわらず長命であった。法号は普閑院殿廊誉後彫軒干丘大居士。
自身は不遇であったが、長男・直隆は藤井松平家の嫡流・松平山城守家に家督相続者として貰われていった。そして多四郎忠隆の手元には、次男の忠敏が残った。家老格として藤井松平伊賀守家に尽くした忠敏は、松平姓を遠慮してか、藤井を姓としたという。